# Coccomyces basizonatus
Coccomyces basizonatus är en svampart som beskrevs av Spooner 1990. Coccomyces basizonatus ingår i släktet Coccomyces och familjen Rhytismataceae.   Inga underarter finns listade i Catalogue of Life.